# Zyginama rubrocta
Zyginama rubrocta är en insektsart som beskrevs av Dietrich och Dmitry A. Dmitriev 2008. Zyginama rubrocta ingår i släktet Zyginama och familjen dvärgstritar. Inga underarter finns listade i Catalogue of Life.